# Waldorf (Rajna-vidék–Pfalz)
Waldorf település Németországban, Rajna-vidék-Pfalz tartományban. Lakosainak száma 884 fő (2023. december 31.).

## Népesség
A település népességének változása:
| Lakosok száma | 724  | 880  | 854  | 899  | 885  | 884  |
|               | 1975 | 2017 | 2019 | 2021 | 2022 | 2023 |